# Sobór Trójcy Świętej w Chicago
Sobór Trójcy Świętej – prawosławna cerkiew w Chicago, wzniesiona w latach 1902–1903. Znajduje się na liście National Register of Historic Places.

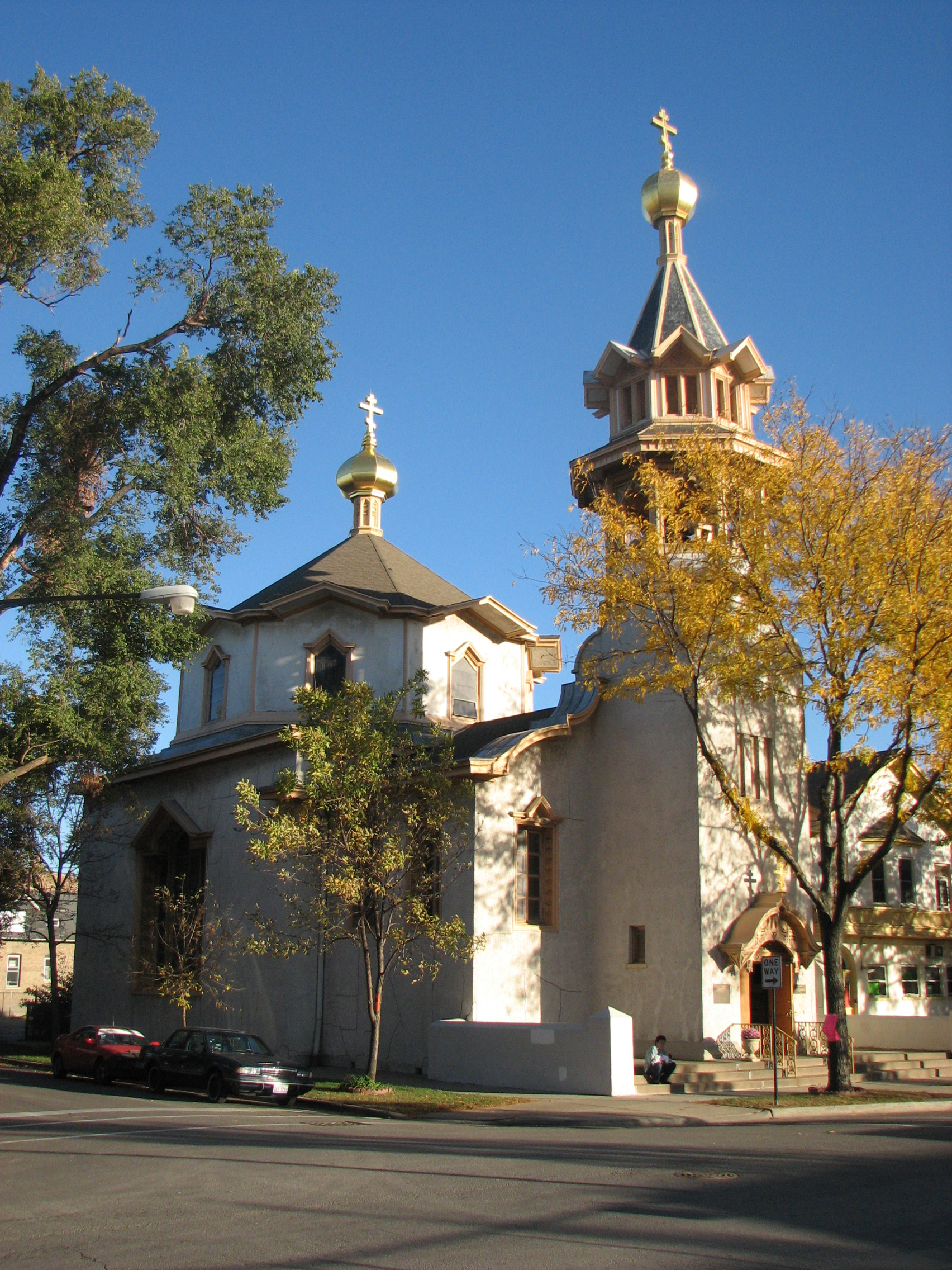
Widok współczesny

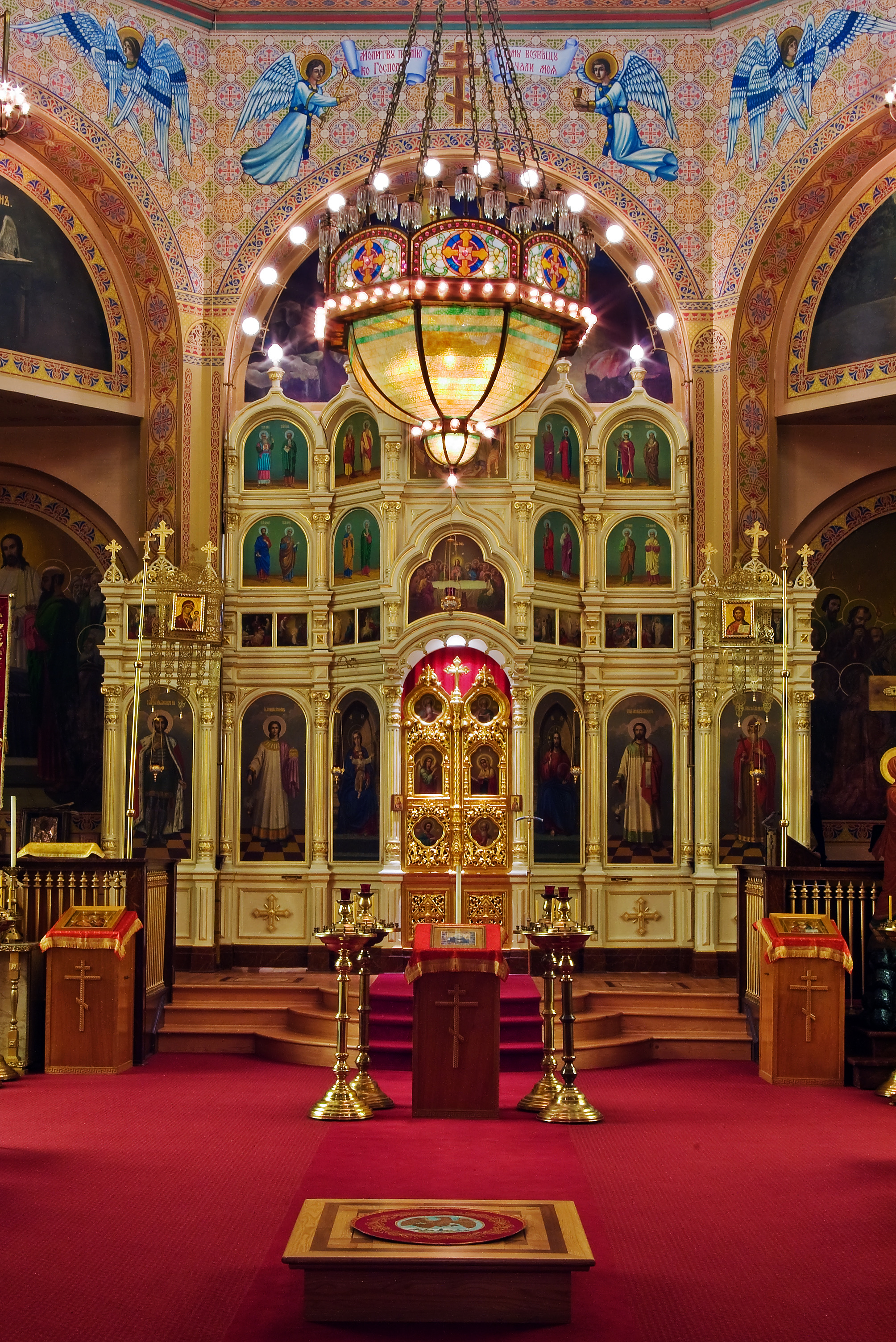
Ikonostas

## Historia
W 1895 parafię prawosławną w Chicago objął ks. Jan Koczurow, który rozpoczął starania na rzecz budowy w mieście wolno stojącej cerkwi oraz domu dla proboszcza. Uzyskał na ten cel wsparcie cara Mikołaja II i Świętego Synodu w wysokości czterech tysięcy dolarów. Pieniądze na budowę wpływały również z darów prywatnych. Projekt budynku wykonał Louis Henry Sullivan, dla którego inspiracją był wygląd szeregu drewnianych cerkwi w Rosji, w szczególności cerkwi we wsi Tatarskaja.
Kamień węgielny pod budowę cerkwi został położony 31 marca 1902, zaś gotowy budynek poświęcił w roku następnym biskup Tichon (Bieławin). Od 1923 cerkiew posiada status soboru. W latach 70. świątynia otrzymała status zabytku. Na początku XXI w. obiekt był remontowany w celu przywrócenia mu wyglądu z pierwszych lat istnienia, poprzez usunięcie późniejszych przeróbek architektonicznych.
Sobór jest katedrą diecezji Środkowego Zachodu Kościoła Prawosławnego w Ameryce.